# Kisgáj

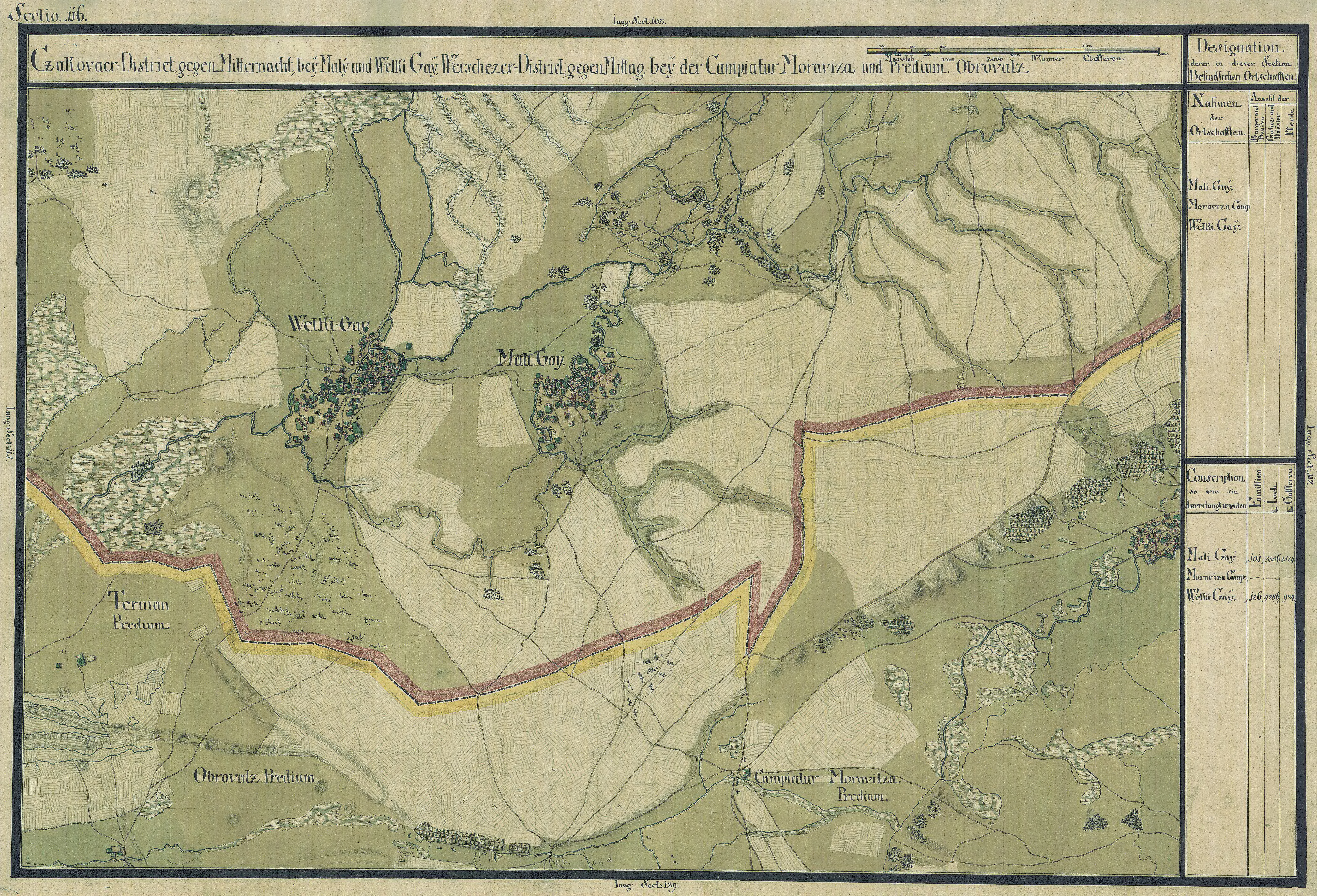
Kisgáj egy régi térképen

Kisgáj románul: Gaiu Mic, falu Romániában, a Bánságban, Temes megyében.

## Fekvése
Dettától délre, Nagygáj és Alsósztamora közt fekvő település.

## Története
Kisgáj egykor Torontál vármegye határán feküdt. A török hódoltság előtti történetét nem ismerjük, azonban annak végszakában már lakott hely volt, neve szerepelt az 1717. évi kamarai jegyzékben is Mali Gaj néven, a csákovai kerületben, 30 házzal. Mercy térképén azonban még lakatlan pusztaként volt megjelölve, de az 1761. évi hivatalos térképen már óhitűektől lakott helységként szerepelt.
Birtokosa a 19. század elejétől 1888-ig a Malenicza-család volt. 1888-ban Kernyécsai Jagodics János vette meg a Malenicza családtól. 1892-től négy egyenlő részben Wingert Nándor, Hergat Henrik, Laner János és Ortmann János volt a birtokosa.
A trianoni békeszerződés előtt Temes vármegye Verseczi járásához tartozott. 1910-ben 647 lakosából 563 román, 75 szerb, 3 magyar volt. Ebből 631 görög keleti ortodox, 8 római katolikus volt.